# Палмахим (авиобаза)
Военновъздушната база Палмахим (на иврит: פלמחים‎) се намира в Израел на средиземноморския бряг.
- Канат 30 (Военновъздушна база 30)
  - Тайесет 160 „Южна ударна ескадрила“ (160-а Ескадрила) – бойни вертолети AH-1F Cobra „Цефа А/С“
  - Тайесет 124 „Ескадрилата на въртящия се меч“ (124-та Ескадрила) – транспортно-десантни вертолети Sikorsky UH-60/ S-70 Black Hawk „Яншуф 3“
  - Тайесет 166 „Безпилотната ескадрила“ (166-а Ескадрила) – разузнавателни БЛА Elbit Hermes 450 „Зик“
  - Тайесет 200 „Първа безпилотна ескадрила“ (200на Ескадрила) – морски разузнавателни БЛА IAI Heron „Шовал“
  - Тайесет 151 „ЯНАТ“ (151-ва Ескадрила) – (изпитателен център за управляеми ракети)

В авиобазата е разположена и стартовата площадка на ракетата „Шавит“. Ракетата извежда товари в ретроградна орбита над Средиземно море – така е сигурно, че останките от нея ще паднат над водата, а не над населено място. Сред последните изстрелвания е състоялото се на 11 юни 2007 г. Изстрелян е разузнавателният изкуствен спътник „Офек“ 7.